# 권기중
권기중(1987년 1월 22일 ~ )은 대한민국의 뮤지컬 배우다.

## 방송
- 더블 캐스팅 (2020) - Top44